# Isabel Izquierdo
Isabel Izquierdo Peraile (Valencia, 1970) es una arqueóloga, investigadora, gestora cultural y docente española. Desde 1995 ha desempeñado labores de investigación, difusión y publicación en materia de arqueología y museos arqueológicos, con especial dedicación al estudio de la cultura ibérica y la museología. En 2023 se convirtió en directora del Museo Arqueológico Nacional de España.

## Formación e investigación
Nació en Valencia en 1970. En 1993 se licenció en Geografía e Historia por la Universidad de Valencia y en 1998 se doctoró en Historia por la misma universidad, en la especialidad Arqueología, con la tesis Pilares-estela ibéricos. Estudio de un tipo de monumento funerario aristocrático, dirigida por Carmen Aranegui Gascó. En ambos casos fue premio extraordinario. Entre 2014 y 2016 cursó un Máster en Dirección Pública por la Universidad Internacional Menéndez Pelayo y el Instituto Nacional de Administración Pública INAP.
En su trayectoria profesional ha abordado la investigación, docencia y divulgación de la arqueología, especializándose en arqueología protohistórica, iconografía y arte antiguo. Ha participado en más de una docena de proyectos de investigación arqueológica, como la misión hispano-marroquí del yacimiento púnico-mauritano de Lixus (Larache, Marruecos), o los yacimientos del Testar del Molí (Paterna), La Font del Ros (Berga, Barcelona), L`Almoina (Valencia) o Castellet de Bernabé (Lliria, Valencia), así como varias estancias internacionales en Londres, París y Perugia. Desde 1995 ha realizado más de cien publicaciones especializadas en torno a la arqueología y los museos, con foco en la cultura ibérica, arqueología y género, la planificación museológica y distintas funciones en relación con la planificación en el museo, como la exposición.

## Trayectoria
En 2001 accedió al Cuerpo Facultativo de Conservadores de Museos del Estado, siendo número 1 de su promoción. Entre 2002 y 2014 tuvo como destino la Subdirección General de Museos Estatales: desde 2002 a 2005 como conservadora de museos, y entre 2005 y 2014 como jefa del Servicio de Planificación de los Museos Estatales del Ministerio de Cultura y Deporte. En esta etapa asumió, entre otras, funciones de gestión y formación, y la coordinación de proyectos de renovación en museos fundamentalmente arqueológicos como el Museo Nacional de Arqueología Subacuática de Cartagena (2008), el Museo Arqueológico de Córdoba (2011), el Museo Arqueológico de Asturias (2011) o el Museo Monográfico del Puig des Molins de Ibiza (2012). Destaca la coordinación de actuaciones, desde 2002, del proyecto de reforma del Museo Arqueológico Nacional, inaugurado en 2014. Entre 2003 y 2008 fue coordinadora general de museos.es, revista de la Subdirección General de Museos Estatales.
Entre 2015 y 2020, fue vocal asesora de la Dirección General de Bellas Artes, donde coordinó funciones transversales entre las Subdirecciones Generales de la Dirección General, así como la interlocución con otras unidades, dentro y fuera del Ministerio. Entre 2020 y 2023 desempeñó el cargo de directora de programación de Acción Cultural Española (AC/E), en la cual fue responsable de la programación y producción de las iniciativas culturales gubernamentales o la participación en conmemoraciones y efemérides, proyectos expositivos,  itinerancias, encuentros, apoyo a festivales y bienales, o el programa de residencias internacionales, entre otros, así como de las actividades generadas por la participación de España en grandes eventos internacionales, entre los que destacó el pabellón español de la Expo 2020 Dubái o la presencia de España como invitado de honor en la Feria del Libro de Fráncfort (2022).
En 2023 fue nombrada directora del Museo Arqueológico Nacional, sucediendo en el cargo a Andrés Carretero Pérez.